# 大河 (俳優)
大河 （たいが、1991年1月21日 - ）は、日本の俳優。本名、田中 大河（たなかたいが）。東京都出身。シネマポルト・アカデミー所属。
以前は本名で活動していた。趣味は釣り、スポーツ全般。特技は柔道。

## 出演作品

### テレビ
- 北条時宗（2001年）佐志留役
- 百獣戦隊ガオレンジャー（2001年）ヨシカツ役
- 虹色定期便（2002年-2003年）秋山大河役
- ブルーもしくはブルー（2003年）
- 貫太ですッ!（2003年）

### 映画
- AIKI（2002年）
- すてごろ素手喧嘩（2003年）
- かかしの旅（2006年）ラー役
- 夏音-Caonne（2006年）トジ役

### CM
- 任天堂ゲームボーイアドバンス
- 花王健康エコナ
- マクドナルド

### 舞台
- 楽園の東（2006年）

### 吹き替え
- リセス 〜ぼくらの休み時間〜（マイキー〈2代目〉）
  - リセス 〜ぼくらの夏休みを守れ!〜